# Kariel Gardosh
Kariel Gardosh (15 de abril de 1921-28 de febrero de 2000), más conocido por su pseudónimo Dosh (en hebreo: דוש‎), fue un caricaturista e ilustrador israelí. Trabajó como caricaturista político para el periódico israelí Maariv y para el periódico Jerusalem Post. Creó el personaje Srulik, que se convirtió en la personificación nacional de Israel, similar al Tío Sam en los Estados Unidos.

## Biografía
Karl Goldberger (en húngaro: Gárdos Károly, más tarde Kariel Gardosh) nació en Budapest en 1921 en una familia judía asimilada. Con el estallido de la Segunda Guerra Mundial él y su familia fueron arrestados por los nazis. Gardosh  fue enviado a una mina de carbón a realizar trabajos forzados y toda su familia fue asesinada en el campo de concentración de Auschwitz. A principios del año 1946 dejó Hungría y se mudó a Francia. Estudió  Literatura Comparativa en la Universidad de la Sorbona.
En 1948, Goldberger se fue a vivir a Israel y cambió su nombre a Kariel. En 1953 entró a formar parte del personal del periódico Maariv en el que publicó una caricatura política diariamente por muchos años. Gradualmente, también escribió artículos, cuentos y sketches para el periódico.  
Gardosh y tres de sus compañeros del periódico Maariv - Yosef Lapid, Ephraim Kishon y Yaakov Farkash (Ze'ev) - eran afectuosamente conocidos como "La mafia Húngara".
De 1981 a 1983 Gardosh trabajó como Agregado Cultural en la embajada israelí de Londres. 
El 28 de febrero de 2000, a los 78 años de edad, Gardosh  muere a causa de una falla cardíaca. Su esposa fue Tova Pardo y tuvo dos hijos.

## Reconocimiento y honores
Gardosh ganó los premios Herzl, Nordau, Jabotinsky y Sokolow en reconocimiento a su trabajo.